# 1872 год в науке
В 1872 году произошли различные научные и технологические события, некоторые из которых представлены ниже.

## События
- 1 марта — В США создан первый в мире национальный парк — Йеллоустонский.
- 11 сентября — В Санкт-Петербурге основан  Телеграфный музей.
- Октябрь: 23-летний немецкий математик Феликс Клейн выступил в университете с эпохальной «Эрлангенской программой», в которой предложил общий алгебраический подход к различным геометрическим моделям и наметил перспективный путь их развития.  Тем самым была завершена начатая Рене Декартом алгебраизация геометрии. Влияние этой программы на дальнейшее развитие геометрии было исключительно велико[1].
- 12 декабря: по инициативе Общества любителей естествознания, антропологии и этнографии в Москве открыт Политехнический музей[2].

## Публикации
- Рихард Дедекинд опубликовал первую строгую теорию вещественных чисел: «Непрерывность и иррациональные числа» (нем. Stetigkeit und irrationale Zahlen).
- Французский офтальмолог Фердинанд Моноер предложил диоптрию в качестве единицы измерения оптической силы линзы[3].
- Людвиг Больцман сформулировал кинетическое уравнение для развития функций распределения в фазовом пространстве во времени, а также фундаментальную H-теорему.

## Награды
- Медаль Копли: Фридрих Вёлер[4]
- Медаль Волластона по геологии: Джеймс Дуайт Дана
- Медаль Румфорда : Андерс Йонас Ангстрем
- Ломоносовская премия
  - Г. Н. Скамони за рукопись «Гелиогальванографические способы печатания»[5]:53—108.

## Родились
- 6 мая — Виллем Де Ситтер, нидерландский математик, физик и астроном (ум. 1934).
- 14 мая — Михаил Семёнович Цвет, русский ботаник-физиолог и биохимик растений (ум. 1919).
- 18 мая — Бертран Рассел, английский философ, общественный деятель, учёный.
- 31 мая — Чарлз Грили Аббот, американский астрофизик (ум. 1973).
- 18 сентября — Август Мартынович Кирхенштейн, латвийский советский государственный деятель, учёный-микробиолог (ум. 1963).
- 10 сентября — Владимир Арсе́ньев, путешественник, географ, этнограф, историк и писатель.

## Скончались
- 8 марта — Присцилла Сьюзен Бери, британский ботаник[6] (род. 1799).
- 2 апреля — Сэмюэл Морзе, американский изобретатель (род. 1791).
- 6 мая — Джордж Роберт Грей, британский зоолог (род. 1808).
- 2 июля — Александр Фёдорович Гильфердинг, славяновед и фольклорист.
- 22 августа — Пьер-Шарль Александр Луи (род. 1787), французский эпидемиолог.
- 13 сентября — Мориц Генрих Фюрстенберг, немецкий ветеринар, паразитолог и физиолог.
- 24 октября — Отто Генрих Фридрих Фок, немецкий историк и педагог.
- 7 ноября — Альфред Клебш, немецкий математик (род. 1833).
- 24 декабря — Уильям Джон Ренкин, шотландский физик, один из основоположников термодинамики. (род. 1820).